# English Cars of Distinction
English Cars of Distinction war ein britischer Hersteller von Automobilen.

## Unternehmensgeschichte
Das Unternehmen begann 1980 mit der Produktion von Automobilen und Kits. Der Markenname lautete English Cars of Distinction. 1983 endete die Produktion. Insgesamt entstanden etwa 13 Exemplare. Als Restaurationsbetrieb war das Unternehmen noch bis mindestens 1991 aktiv.

## Fahrzeuge
Das Unternehmen stellte Nachbildungen klassischer Automobile her. Es handelte sich um Modelle von Jaguar Cars. Überliefert sind die Modelle XK 120 Replica mit fünf Exemplaren, XK 140 Replica mit zwei Exemplaren, XK 150 Replica mit drei Exemplaren und E-Type Replica mit drei Exemplaren. Vorbilder waren Jaguar XK 120, XK 140, XK 150 und E-Type.